# Danny Miller
Daniel Brian Miller, detto Danny (Mount Holly, 18 marzo 1980), è un ex cestista statunitense con cittadinanza italiana.

## Palmarès
- McDonald's All-American Game (1998)